# Биков Дмитро Геннадійович
Дмитро́ Генна́дійович Би́ков — міський голова м. Горішні Плавні Полтавської області (25 жовтня 2015 року)

## Біографія
Народився 21 вересня 1971 року в м. Кишиневі, Молдова. Батько — Геннадій Костянтинович Биков, мати — Галина Олександрівна Бикова (Чепурна).  
Дитинство провів у м. Кривому Розі. У 1984 році разом із батьками переїхав у м. Комсомольськ. У 1988 році закінчив середню школу № 4 м. Комсомольська, вступив до Криворізького гірничо-рудного інституту, який закінчив у 1993 році. Отримав повну вищу освіту за спеціальністю «Відкриті гірничі роботи», за кваліфікацією «гірничий інженер».

## Кар'єра
З 1993 по 2010 рік працював на ПрАТ «Полтавський ГЗК». У 1993 році, після закінчення інституту, був прийнятий помічником машиніста екскаватора Дніпровського рудоуправління Полтавського гірничо-збагачувального комбінату. У 1994 році там же працював гірничим майстром екскаваторної дільниці № 1, у наступні роки: заступником начальника екскаваторної дільниці № 1 у кар'єрі, помічником головного інженера з виробництва в кар'єрі — заступником начальника виробничого відділу, начальником екскаваторної дільниці № 3 у кар'єрі. У 1999 році займав посаду заступника головного інженера вибухового цеху, а з вересня 2000 року по 2008 рік — начальника спеціалізованого цеху виконання вибухових робіт. У 2008 році був підвищений до головного інженера Дніпровського рудоуправління. З травня 2010 року обіймав посаду заступника генерального директора зі стратегічного розвитку ВАТ «Полтавський ГЗК».
Є автором понад 10 наукових робіт з технології гірничих та вибухових робіт. Має понад 20 патентів на винаходи.
У березні 2002 року обраний депутатом Комсомольської міської ради по виборчому округу № 14, у 2006 та 2010 роках також обирався депутатом по виборчому списку Соціалістичної партії України.
01.12.2010 року на другій сесії Комсомольської міської ради шостого скликання затверджений першим заступником міського голови з питань діяльності виконавчих органів. На цій посаді працював наступних 5 років. 25 жовтня 2015 року територіальна громада міста Комсомольська обрала Дмитра Бикова міським головою.
25 жовтня 2020 року територіальна громада вдруге обрала Дмитра Бикова міським головою (74,3% голосів).

## Досягнення
У липні 2005 року нагороджений відзнакою комітету Державного нагляду за охороною праці «За доблесну службу».
У 2018 році – оголошено Подяку Прем’єр-міністра України за багаторічну сумлінну працю та високий професіоналізм.
У 2019 році Указом Президента України нагороджений орденом «За заслуги» ІІІ ступеня за значний особистий внесок у державне будівництво, соціально-економічний, культурно-освітній розвиток України, вагомі трудові здобутки та високий професіоналізм.
Почесна грамота Національного олімпійського комітету України за розбудову олімпійського руху 12.09.2020
У 2022 році нагороджений відзнакою Міністерства оборони України  - нагрудним знаком «Знак пошани» за значний особистий внесок у справу розвитку Збройних сил України, плідну та самовіддану співпрацю з Міністерством оборони України по захисту територіальної цілісності України (наказ Міністра оборони України Олексія Резнікова по особовому складу від 25.03.2022 № 178). 
У 2023 році нагороджений медаллю «За сприяння Збройним силам України»  (наказ Міністра оборони України Олексія Резнікова по особовому складу від 10.01.2023 № 29).  
У 2024 році за вагому й системну допомогу Збройним Силам України отримав нагрудний знак командувача об’єднаних сил Збройних Сил України, генерал-лейтенанта Юрія Содоля «За службу та звитягу» ІІІ ступеня (наказ командувача ОС ЗСУ №124 від 10 травня 2024 року). 
У 2024 був нагороджений відзнакою «За вірність морській піхоті» командувача морської піхоти Військово-Морських сил Збройних сил України Юрія Содоля (№ 35).

## Особисте життя
Одружений, має двох синів.

## Діяльність у спорті
У 2002 році був обраний президентом міської федерації дзюдо, у 2010 році — Почесний президент громадської організації "Міська федерація дзюдо «Лікург».
22 грудня 2016 року був обраний головою відділення Національного олімпійського комітету (НОК) України в м. Горішні Плавні.